# La Llagonne
La Llagonne – miejscowość i gmina we Francji, w regionie Oksytania, w departamencie Pireneje Wschodnie.
Według danych na rok 1990 gminę zamieszkiwały 243 osoby, a gęstość zaludnienia wynosiła 11 osób/km² (wśród 1545 gmin Langwedocji-Roussillon La Llagonne plasuje się na 672. miejscu pod względem liczby ludności, natomiast pod względem powierzchni na miejscu 333.). 

## Zabytki
Zabytki na terenie gminy posiadające status monument historique:
- Castrum de La Llagonne

## Populacja

Populacja La Llagonne w latach 1962–2008